# Alytus
Alytus és una ciutat amb drets de municipi del sud de Lituània, capital del districte municipal homònim. Centre històric de la regió Dzūkija, la ciutat s'estén al costat del riu Neman. Les autopistes més importants que uneixen Vílnius, Kaunas, Lazdijai i Hrodna, a Belarús, passaven per ella, 70 km separen Alytus de Kaunas, i 105 km la separen de Vílnius.
Dividida en dues entitats diferents durant segles, consisteix en dues parts a les quals encara es coneix de forma habitual com a «Alytus I» i «Alytus II», estant la primera una població més petita, mentre que la segona abasta el centre de la ciutat amb parcs, microdistrictes i àrees industrials.

## Història
El primer registre documental històric d'Alytus data de 1377, quan se l'esmenta a les Cròniques de Wigand de Marburg amb el nom de Aliten. D'acord amb la mencionada crònica, el lloc estava ocupat per una petita fortalesa de fusta, des de la qual l'Orde Teutònic defensava la frontera lituana. El fort i el poblat confrontant hi van créixer gradualment, malgrat els freqüents saquejos de lituans i teutons. El Tractat del Llac Melno va deixar la localitat al costat teutònic de la frontera, però va ser recuperada més tard. El 15 de juny de 1581, el Gran Duc de Lituània i el rei de Polònia Esteve Batory I van concedir al poble els drets de ciutat, basant-se en la Llei Magdeburg. La mencionada data ha quedat marcada pel «Dia d'Alytus», i és festa local.